# 賴恩慈
賴恩慈（英語：Mo Lai Yan Chi，1986年10月18日—），香港劇場及電影編劇、導演、演員及劇場教育工作者，香港十大傑出青年、香港精神大使，香港藝術發展局藝術新秀獎(電影)得主 。
香港獨立劇團好戲量之首席女演員，畢業於香港浸會大學傳理學院電視電影系，並取得嶺南大學文化研究碩士學位及英國列斯大學戲劇碩士學位。專業範疇為劇場及電影編劇、導演、演員、戲劇及錄像工作坊導師、藝術節目統籌、藝術行政、舞台監督、錄像製作、攝影、翻譯。

## 生平
賴恩慈為香港劇場工作者，同時亦為香港本土電影工作者。在劇場方面，賴恩慈為香港獨立劇團好戲量之首席女演員，同時兼任劇團主席。她曾參與演出《駒歌》、《吉蒂與死人頭》、《忘了時間》、《陰質教育》、《一個無政府主義者的意外死亡》等二十多套劇目。於2005年，賴恩慈遠赴孟加拉及印度考察當地民眾劇場的發展，參與印度《第五屆婦女劇場節》，並作個人表演。2007年，她獲亞洲民眾戲劇節協會獎學金赴美國三藩市默劇團深造。2008年，賴恩慈第一度獲香港藝術發展局「新苗計劃」：並推出其首個獨腳戲《一個女子的獨腳戲之"神奇女俠"》。賴恩慈於劇目中飾演一名患有精神病的女子。其後製作獨腳戲《一個女子的獨腳戲之"講女"》及《一個女子的獨腳戲之"講女-見紅版"》。
賴恩慈畢業於香港浸會大學傳理學院電視電影系。賴恩慈拍攝其畢業三十分鐘的紀錄片作品《馬檻》，及後憑此作品獲邀參與於第二屆全球華語大學生影視作品展、第六屆台北電影節國際學生影展，最後作品更獲浸會大學收錄於「傑出學生作品」光碟。賴恩慈憑《笨蛋老師》紀錄片入選「第十二屆香港獨立短片及錄像比賽（ifva）」評審團推薦作品之一，於「第十二屆ifva短片節」期間作公開放映。同年獲教育統籌局列入「香港卓越學生資料庫」。
香港浸會大學畢業後，賴恩慈獲取獎學金修畢香港嶺南大學文化研究碩士學位。次年，獲柏立基爵士信托基金獎學金，遠赴英國英國列斯大學修讀戲劇，取得戲劇碩士學位，同時獲得香港藝術發局藝術新秀獎。回到香港後，她再次投身於香港電影及劇場工作，並致力把戲劇教育推廣至各中小學。個人方面，她於2010年第二度獲藝術發展局「新苗計劃」，並於2011年推出獨腳戲《一個女子的獨腳戲之"女兒紅---首演"》。
2010年，賴恩慈導演首部劇情短片《1+1》，講述兩爺孫在面對菜園村被遷拆時的故事，藉以表達對社會變遷的無奈。及後，《1+1》獲「鮮浪潮2010 – 國際短片展」最佳電影及最高榮譽鮮浪潮大獎，短片更獲第十七屆ifva比賽公開組金獎。此外，賴恩慈更憑此短片代表香港出席多個國際影展，例如第三十屆溫哥華國際電影節、第19屆智利聖地亞哥國際短片電影節、印度孟買國際電影節（MIFF 2012）等，於2010/2011獲得張國興傑出青年傳播人獎。
後來，賴推出了《1+1》的延續篇《N+N》。《N+N》為賴的首部劇情長片，入選了亞洲電影節，並於百老匯電影中心及Palace IFC戲院上映，上映超過一百場，並在國際電影節大放異彩，獲超過十個國際電影節大獎，成為佳話。
2012年，賴恩慈獲選為「十大傑出青年」。
2013年，賴恩慈舉辦首個個人畫展《線。情》，展出50幅以線條勾勒的畫作，展覽場地為石硤尾賽馬會創意藝術中心Gallery。
2014 獨腳戲《女兒紅》第三度公演，進軍伊利沙伯體育館公演。
2014 成為五大藝團領袖之一獲西九文化區管理局與藝術發展局合辦海外考察計畫資助前往美國考察公共空間表演。
2017 獨腳戲《女兒紅》，被翻譯成英文獲邀參加荷蘭 INTERNATIONAL COMMUNITY ARTS FESTIVAL。
2018年《女兒紅》在嶺南大學作香港首次大專院校公演。

## 經歷
- 香港「好戲量」主席
- 一毛製作有限公司 藝術總監
- 第一屆香港攝影節營運經理
- 香港賽馬會創意藝術中心駐場藝術家
- 香港學校戲劇節評判(英文組別)

## 作品

### 電影
- 2010 《1+1》 劇情短片
- 2014 《N＋N》劇情長片
- 2004 《笨蛋老師》 紀錄片
- 2004 《馬檻》 紀錄片
- 2004 《不是長毛 不是切古華拉》 紀錄片
- 2006 《烏蠅鏡》 Music Video
- 2023 《4拍4家族》劇情片

### 戲劇
- 2014 獨腳戲《女兒紅》第三度公演，進軍伊利沙伯體育館公演
- 2010 獨腳戲《一個女子的獨腳戲之女兒紅》將於2011年首演
- 2010 獨腳戲《一個女子的獨腳戲之女人。型》於JCCAC 公演13場
- 2009 獨腳戲《一個女子的獨腳戲之講女-見紅版》於香港大會堂公演
- 2009 獨腳戲《一個女子的獨腳戲之講女》參與「香港有戲」小劇場節
- 2008 獨腳戲《一個女子的獨腳戲之神奇女俠》首演

## 外部連結
- Mo Lai Yan Chi 賴恩慈的Facebook專頁
- 賴恩慈在互联网电影资料库（IMDb）上的資料（英文）（英文）
- 在AllMovie上賴恩慈的頁面（英文）
- 賴恩慈在时光网上的簡介（简体中文）
- 2013 香港精神大使 訪問
  - http://hk.apple.nextmedia.com/realtime/news/20131023/51836723
  - http://www.metrohk.com.hk/?cmd=detail&id=221983 （页面存档备份，存于）
- 2013 賴恩慈首個個人畫展 「線情」訪問
  - http://the-sun.on.cc/cnt/lifestyle/20131017/00485_001.html （页面存档备份，存于）
  - http://orientaldaily.on.cc/cnt/lifestyle/20131022/00321_001.html （页面存档备份，存于）